# George Owino
George Owino Audi (Nairobi, 24 aprile 1981) è un ex calciatore keniota, di ruolo centrocampista.
Nell'aprile 2019 ha ricevuto una squalifica di 10 anni e una multa di 15.000 franchi svizzeri dalla FIFA con l'accusa di aver manipolato i risultati di alcuni incontri.

## Carriera

### Club
Fin dagli inizi Owino aveva un gran talento e lo dimostrò nei suoi primi anni di carriera nel Tusker dove diventò subito titolare. Dopo essere acquistato dal Simba Sports Club passò una stagione di incertezze con il club tanzaniano e fu venduto agli etiopi del Saint-George SA, ma non riuscì ad ambientarsi. Dopo un anno di delusioni passate tra Fortuna Düsseldorf e Young Africans Sports Club decise di tornare in Kenya al Sofapaka Football Club.

### Nazionale
Nel 2005 riesce subito ad impressionare lo staff tecnico del Kenya; complessivamente con la Nazionale keniota ha totalizzato 26 presenze ed una rete.